# Portrait d'Ottavio Strada
Le Portrait d'Ottavio Strada est un tableau du peintre italien Le Tintoret datant de 1567. L'œuvre fait partie de la collection du Rijksmuseum d'Amsterdam.

## Description
L'orfèvre Ottavio Strada, fils de Jacopo Strada, a succédé à son père dans la charge d’antiquaire impérial. Ici, Ottavio, 18 ans, tenant dans sa main gauche une sculpture rappelant sa fonction, reçoit des pièces d'or de la déesse romaine Fortuna tandis que la déesse Vénus détourne son regard,.

## Source de traduction
- (nl) Cet article est partiellement ou en totalité issu de l’article de Wikipédia en néerlandais intitulé « Portret van Ottavio Strada » (voir la liste des auteurs).